# Federación Panameña de Baloncesto
Der Panamaische Basketballverband ist der offizielle Basketballverband in Panama. Er hat seinen Sitz in Panama-Stadt.

## Geschichte und Aufgaben
Der Verband ist seit 1958 Mitglied der Fédération Internationale de Basketball (FIBA) und ist damit auch Mitglied der FIBA Amerika. Präsident des Verbandes ist zur Zeit Jair Peralta. Sein Generalsekretär ist Juan Carlos Arjona.
Der Verband ist für die Organisation, Leitung und Entwicklung des Basketballsports in Panama verantwortlich. Der Verband vertritt den Basketballsport gegenüber Behörden sowie nationalen und internationalen Sportorganisationen.
Zusätzlich verteidigt der Verband auch die moralischen und materiellen Interessen des Panamaischen Basketballs. Der Verband organisiert die Nationale Meisterschaft und ist für die Panamaische Basketballnationalmannschaft und die Panamaische Basketballnationalmannschaft der Damen verantwortlich.

## Infos zum Verband
| Kriterium               | Fakten             |
| ----------------------- | ------------------ |
| Gründungsjahr           |                    |
| Jahr des FIBA-Beitritts | 1958               |
| Kontinental Verband     | FIBA-Amerika       |
| Sitz des Verbandes      | Panama-Stadt       |
| Präsident               | Jair Peralta       |
| Generalsekretär         | Juan Carlos Arjona |
| Höchste Liga            |                    |
| Sonstiges               |                    |